# Educação na Suécia
A educação na Suécia é obrigatória e gratuita para todas as crianças entre os 7 e 16 anos. O ano letivo vai de finais de agosto até meados de junho do ano seguinte. As férias do Natal – entre meados de dezembro e princípios de janeiro – dividem o ano letivo em dois períodos: O Período do Outono (Höstterminen) e o Período da Primavera (Vårterminen).
O sistema educativo inclui o ensino pré-primário (förskolan), o ensino básico (grundskolan), o ensino secundário (gymnasium) e o ensino superior (högskolan).
Para além das escolas públicas (kommunala skolor), existem as escolas livres (friskolor) e as escolas particulares (privatskolor). Cabe ao Ministério da Educação supervisionar o ensino. A escola básica é gerida pelos municípios.
As primeiras escolas pública de ensino básico (domskolor) foram criadas no século XI, para formar padres. Em 1842, foi decretada a obrigatoriedade de cada freguesia ter uma escola pública geral (allmän folkskola), e em 1882, o ensino obrigatório foi estendido a todas as crianças do país. O ensino secundário surgiu no século XVII, com a criação de ginásios (gymnasieskolor) em todas as sedes de diocese. O ensino superior apareceu com a fundação da Universidade de Uppsala em 1477.

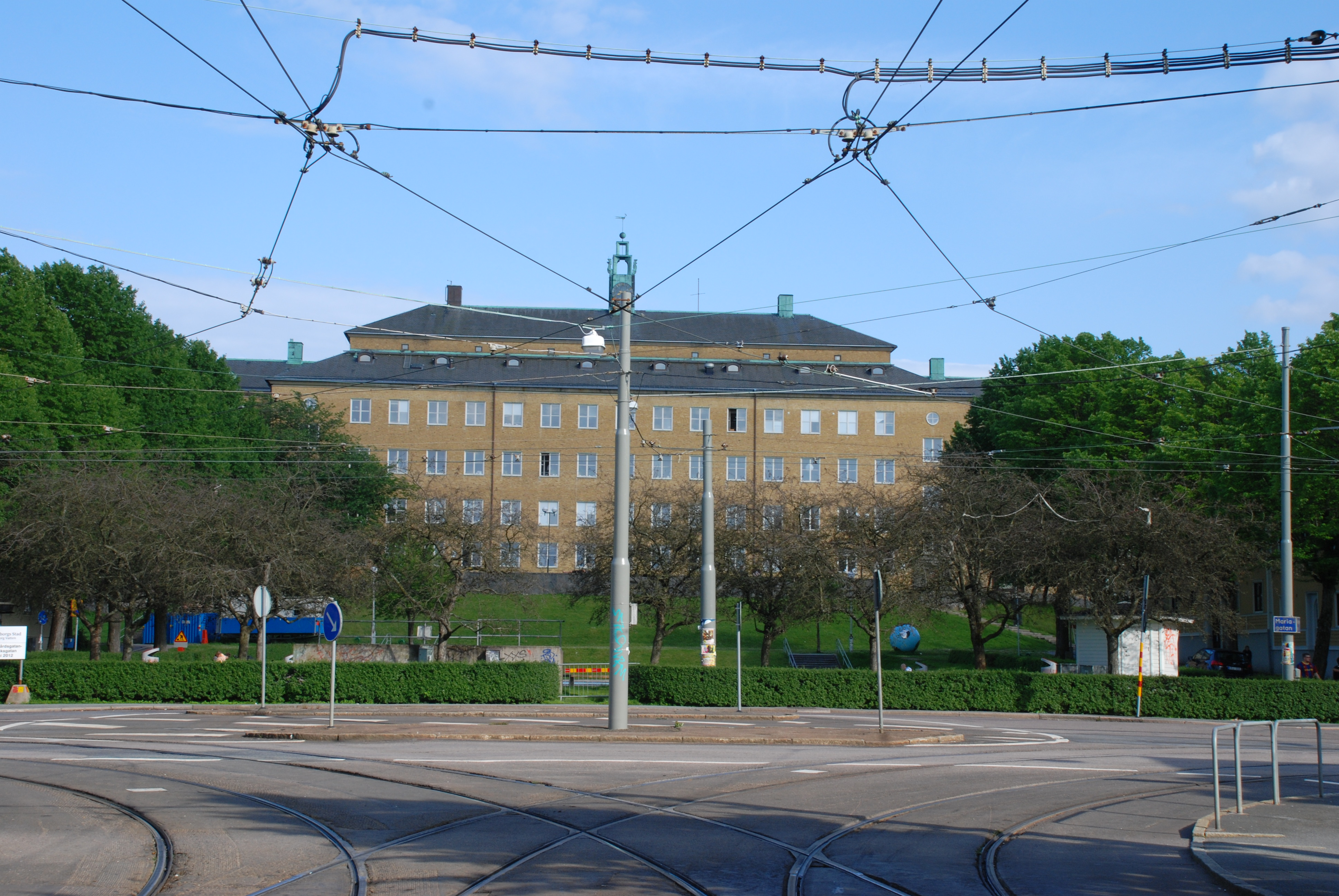
A escola básica Kungsladugårdsskolan em Gotemburgo
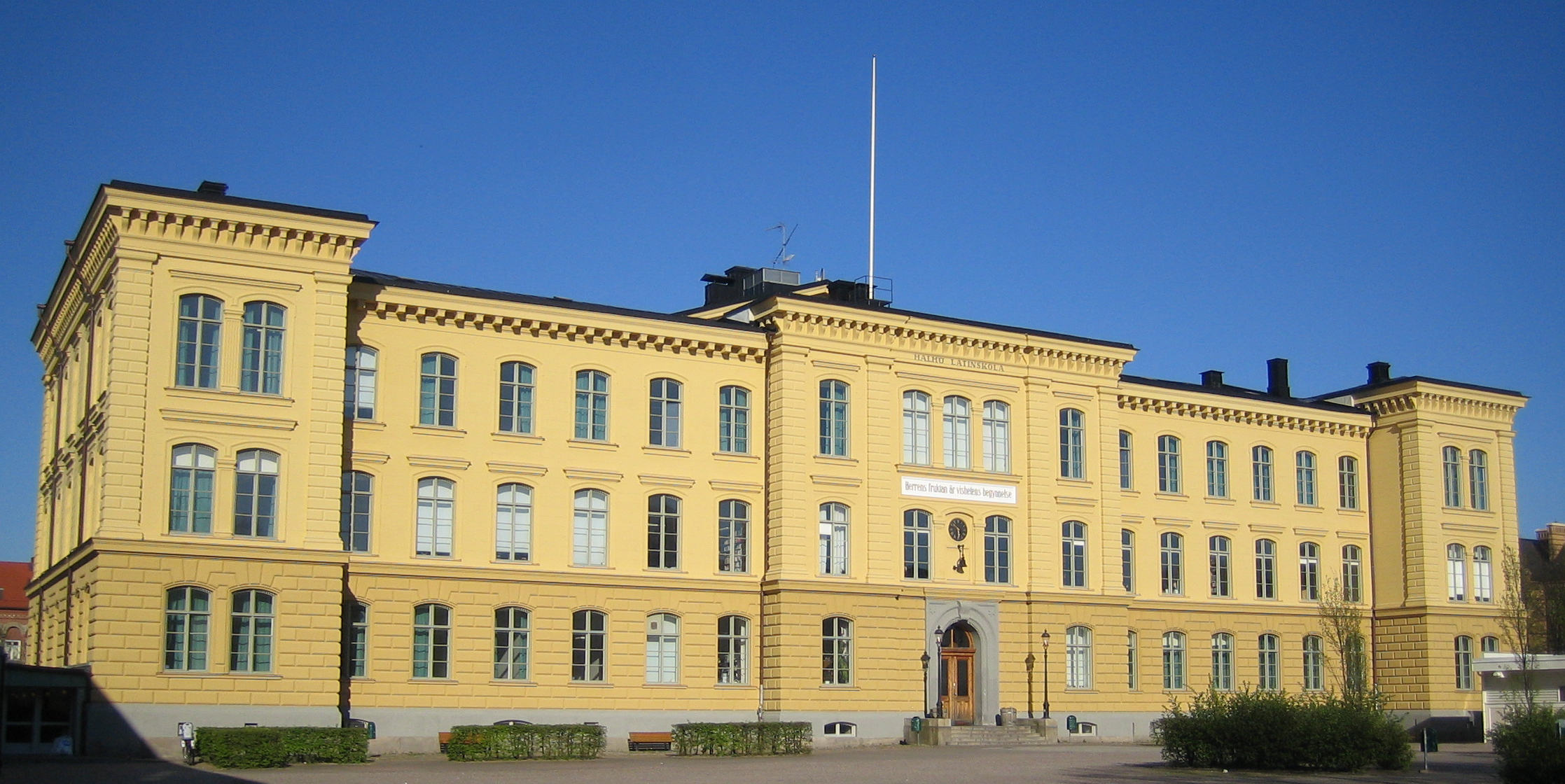
A escola secundária Malmö Latinskola em Malmo
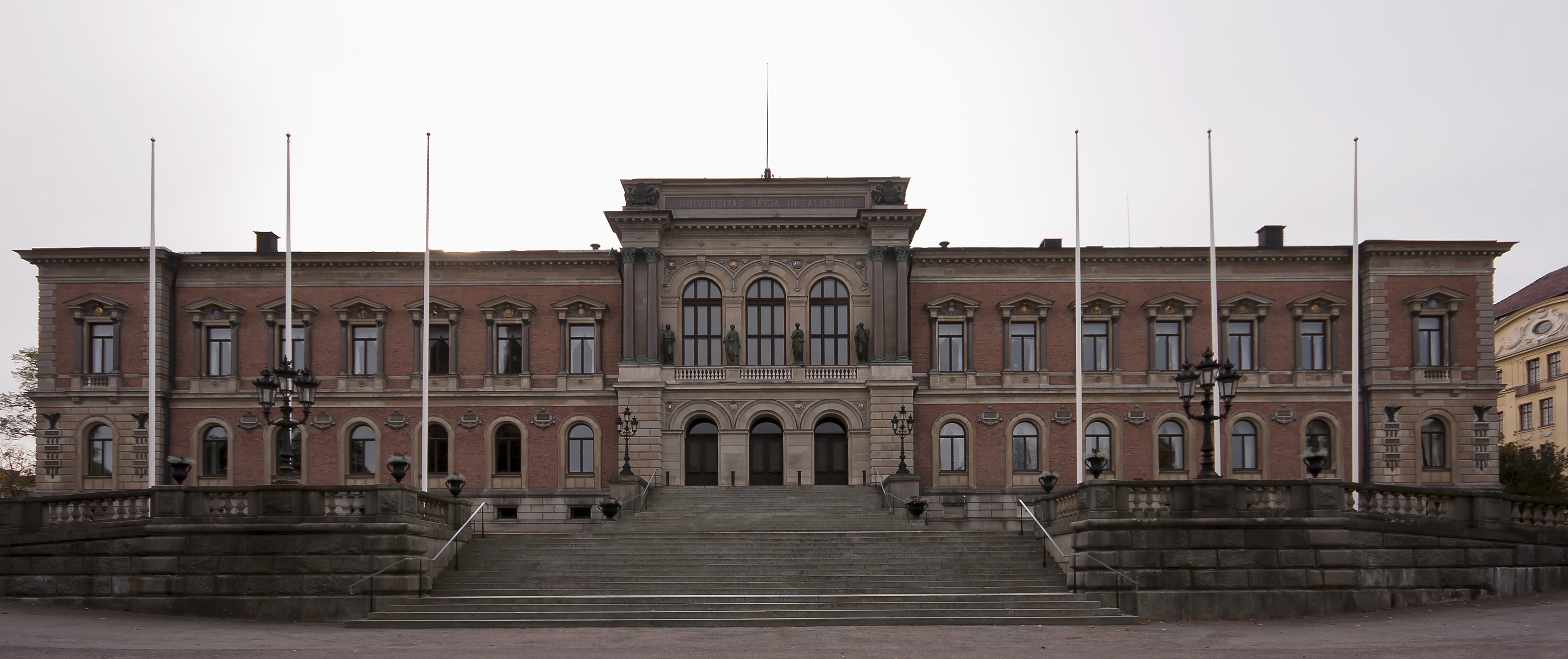
A Universidade de Uppsala em Uppsala